# غلبوس
غلبوس هي قرية في مقاطعة ميانة، إيران. عدد سكان هذه القرية هو 388 في سنة 2006.